# Tofino
Tofino es un municipio situado en la provincia canadiense de Columbia Británica. Según el censo de 2021, tiene una población de 2516 habitantes.

## Clima
| Parámetros climáticos promedio de Tofino (1981-2010) | Parámetros climáticos promedio de Tofino (1981-2010) | Parámetros climáticos promedio de Tofino (1981-2010) | Parámetros climáticos promedio de Tofino (1981-2010) | Parámetros climáticos promedio de Tofino (1981-2010) | Parámetros climáticos promedio de Tofino (1981-2010) | Parámetros climáticos promedio de Tofino (1981-2010) | Parámetros climáticos promedio de Tofino (1981-2010) | Parámetros climáticos promedio de Tofino (1981-2010) | Parámetros climáticos promedio de Tofino (1981-2010) | Parámetros climáticos promedio de Tofino (1981-2010) | Parámetros climáticos promedio de Tofino (1981-2010) | Parámetros climáticos promedio de Tofino (1981-2010) | Parámetros climáticos promedio de Tofino (1981-2010) |
| Mes                                                  | Ene.                                                 | Feb.                                                 | Mar.                                                 | Abr.                                                 | May.                                                 | Jun.                                                 | Jul.                                                 | Ago.                                                 | Sep.                                                 | Oct.                                                 | Nov.                                                 | Dic.                                                 | Anual                                                |
| ---------------------------------------------------- | ---------------------------------------------------- | ---------------------------------------------------- | ---------------------------------------------------- | ---------------------------------------------------- | ---------------------------------------------------- | ---------------------------------------------------- | ---------------------------------------------------- | ---------------------------------------------------- | ---------------------------------------------------- | ---------------------------------------------------- | ---------------------------------------------------- | ---------------------------------------------------- | ---------------------------------------------------- |
| Temp. máx. abs. (°C)                                 | 20.1                                                 | 19.4                                                 | 24.4                                                 | 24.4                                                 | 29.4                                                 | 35.4                                                 | 33.9                                                 | 32.8                                                 | 29.4                                                 | 25.6                                                 | 21.1                                                 | 19.4                                                 | 35.4                                                 |
| Temp. máx. media (°C)                                | 8.3                                                  | 9.0                                                  | 10.1                                                 | 11.9                                                 | 14.5                                                 | 16.8                                                 | 18.9                                                 | 19.1                                                 | 17.8                                                 | 13.6                                                 | 10.0                                                 | 8.1                                                  | 13.2                                                 |
| Temp. media (°C)                                     | 5.3                                                  | 5.4                                                  | 6.5                                                  | 8.0                                                  | 10.5                                                 | 12.9                                                 | 14.7                                                 | 15.0                                                 | 13.4                                                 | 10.0                                                 | 6.8                                                  | 5.0                                                  | 9.5                                                  |
| Temp. mín. media (°C)                                | 2.3                                                  | 1.9                                                  | 2.7                                                  | 4.0                                                  | 6.5                                                  | 8.9                                                  | 10.5                                                 | 10.8                                                 | 9.0                                                  | 6.3                                                  | 3.6                                                  | 1.9                                                  | 5.7                                                  |
| Temp. mín. abs. (°C)                                 | -15.0                                                | -11.1                                                | -6.1                                                 | -3.3                                                 | -1.1                                                 | 1.1                                                  | 3.3                                                  | 3.3                                                  | -0.6                                                 | -3.5                                                 | -12.7                                                | -12.2                                                | -15.0                                                |
| Precipitación total (mm)                             | 486.6                                                | 336.1                                                | 329.8                                                | 269.9                                                | 153.0                                                | 129.7                                                | 71.0                                                 | 88.1                                                 | 132.8                                                | 341.9                                                | 492.1                                                | 440.0                                                | 3270.7                                               |
| Lluvias (mm)                                         | 477.4                                                | 327.3                                                | 325.7                                                | 269.2                                                | 153.0                                                | 129.7                                                | 71.0                                                 | 88.1                                                 | 132.8                                                | 341.8                                                | 489.4                                                | 432.0                                                | 3237.2                                               |
| Nevadas (cm)                                         | 9.2                                                  | 8.7                                                  | 4.0                                                  | 0.7                                                  | 0                                                    | 0                                                    | 0                                                    | 0                                                    | 0                                                    | 0.1                                                  | 2.8                                                  | 7.9                                                  | 33.3                                                 |
| Días de precipitaciones (≥ 0.2 mm)                   | 22.7                                                 | 18.7                                                 | 21.7                                                 | 18.4                                                 | 15.7                                                 | 13.8                                                 | 10.0                                                 | 10.9                                                 | 11.7                                                 | 19.4                                                 | 22.9                                                 | 21.9                                                 | 207.8                                                |
| Días de lluvias (≥ 0.2 mm)                           | 22.1                                                 | 18.4                                                 | 21.5                                                 | 18.4                                                 | 15.7                                                 | 13.8                                                 | 10.0                                                 | 10.9                                                 | 11.7                                                 | 19.4                                                 | 22.6                                                 | 21.6                                                 | 205.9                                                |
| Días de nevadas (≥ 0.2 cm)                           | 1.9                                                  | 1.5                                                  | 1.3                                                  | 0.4                                                  | 0                                                    | 0                                                    | 0                                                    | 0                                                    | 0                                                    | 0                                                    | 0.9                                                  | 2.0                                                  | 7.8                                                  |
| Horas de sol                                         | 58.6                                                 | 81.6                                                 | 126.3                                                | 170.3                                                | 203.1                                                | 190.9                                                | 226.7                                                | 199.6                                                | 175.8                                                | 116.1                                                | 62.5                                                 | 56.5                                                 | 1668.1                                               |
| Humedad relativa (%)                                 | 83.6                                                 | 76.7                                                 | 75.6                                                 | 73.2                                                 | 71.3                                                 | 71.7                                                 | 71.7                                                 | 74.8                                                 | 73.2                                                 | 79.3                                                 | 82.9                                                 | 84.6                                                 | 76.5                                                 |
| Fuente: Environment Canada                           |                                                      |                                                      |                                                      |                                                      |                                                      |                                                      |                                                      |                                                      |                                                      |                                                      |                                                      |                                                      |                                                      |